# Playdate (videójáték-konzol)
A Playdate kézi videójáték-konzol, melyet a Panic Inc. fejlesztett. A készüléket 2019. május 22-én, a brit Edge magazin címlapján mutatták be. A Panic Inc. a konzolt a Teenage Engineering svéd fogyasztói elektronikai céggel közösen tervezte.
A készülék egy fekete-fehér 1 bites kijelzővel, egy d-paddel, két akciógombbal, illetve az oldalán egy mechanikus forgattyúval is rendelkezik.

## Történet
A konzol ötletével 2014 körül álltak elő a Panic Inc. munkatársai, miután belefáradtak a szoftverfejlesztéssel járó „fejlesztés és támogatás ciklusba”. Mivel a vállalat teljesen függetlenül működik, ezért elhatározták, hogy a cég alapításának huszadik évfordulójára készítenek valamiféle hardvert – ez kezdetben egy óraként körvonalazódott, ami nem feltétlenül hozza vissza a befektetett pénzt. Miután Cabel Sasser, a cég társalapítója megismerkedett a Sharp Corporation „Memory LCD” kijelzőpanelével elhatározta, hogy egy a Nintendo Game & Watch-konzolsorozatához hasonló készüléket készít.
A konzol prototípusának elkészítése 2015-ben indult be, Dave Hayden mérnök vezetésével. Eközben Sasser a projekt szoftveres részén kezdett dolgozni, az első prototípus játékban a Panic Transmit kisteherautójában kell csomagot kiszállítani, utalva ezzel a cég első termékére, a Transmit fájlküldő programra. 2016 végére komolyabban kezdtek foglalkozni a projekttel, így felkerestek egy helyi ipari formatervező vállalatot, ahol azonban rendkívül negatívan fogadtak az eszközt. Később felkeresték a Teenage Engineering svéd fogyasztói elektronikai céget, ahol kitörő lelkesedéssel fogadták a projektet. Jesper Kouthoofd, a Teenage Engineering társalapítója hamar előállt a konzol oldalába épített mechanikus forgattyúval, amit a Panic munkatársai azonnal el is fogadtak. Ekkoriban sok rendkívül költséges ötlettel is előálltak, így például, hogy egy rejtett színes kijelzőt vagy egy másik rejtett forgattyút is hozzáadnak a készülékhez, amit az évadzáró epizódban fedtek volna fel. Mivel a hardveres meglepetést elvetették, ezért szoftveresen akartak valami váratlannal előállni, ezért a Netflix és a Prime Video Video on Demand-szolgáltatók hatására úgy döntöttek, hogy a játékok „évadokban” jelenjenek meg, azonban azokkal ellentétben az epizódok nem egyszerre, hanem heti rendszerességgel kerüljenek ki. A Panic a konzol első hivatalos játékainak elkészítésével Shaun Inmant bízta meg, akit Bennett Foddy és Takahasi Keita követett.

## Technikai részletek
A Playdate nyitott rendszerű és bármiféle engedélyeszkaláció nélkül lehetőséget biztosít a játékok sideloadolására. A készülék játékai egy szoftverfejlesztő készlet segítségével készíthetőek el, melynek része egy szimulátor és egy hibakereső, mindkettő a C és a Lua programozási nyelvvel is kompatibilis.
A készülék kijelzője egy a Sharp Corporation által gyártott „Memory LCD” panel, mely az e-papír-kijelzők számos tulajdonságával rendelkezik. Az e-papír-panelekhez hasonlóan minden egyes képpont frissítés nélkül megjegyzi az állapotát (fekete vagy fehér), ami gyorsabb képfrissítéshez és alacsonyabb energiahasználatot eredményez, azonban azokkal ellentétben „bármilyen fényviszonyban, a szinte vaksötéttől a legragyogóbb napfényig” látható és széles, 170°-os betekintési szöge van. A konzolt az Espressif Systems ESP32 egylapkás rendszere köré építették fel és egy ARM Cortex-M7F mikroarchitektúrájú, 180 MHz-es STMicroelectronics STM32 F746 processzora, Cirrus Logic CS42L52 audokodekje, 2GB beépített flashmemóriája, 16MB RAM-ja van. A készüléken egy d-pad, két akció- és egy beállításokgomb, egy mechanikus forgattyú, gyorsulásmérő, illetve egy információs LED is található, amely villog, ha egy új játék érhető el. A konzolnak újratölthető akkumulátora van, melyet USB-C-csatlakozón keresztül lehet tölteni.

## Játékok
A kézi konzol játékai játékai 12 címet tartalmazó „évadokban” fognak megjelenni. A megjelenésig mindegyik játék tartalmát titokban tartják, egy évadon keresztül 12 hétén át minden hétfőn megjelenik egy új játék és automatikusan letöltődik a rendszerre. Az első évad játékait beleszámították a konzol árába, azok további költségek nélkül elérhetőek. A konzolra megjelent játékokat a Panic Inc. mellett olyan neves független videójáték-fejlesztők készítették el, mint Takahasi Keita, Zach Gage, Bennett Foddy, Shaun Inman és Chuck Jordan. Az első évadban olyan játékok fognak szerepelni, mint a Crankin’s Time Travel Adventure, a b360, a Zipper, az Executive Golf DX, a Snak és a Sasquatchers.
| Évad | Évad | Cím                             | Fejlesztő                   | Kiadó      | Megjelenés | For.          |
| ---- | ---- | ------------------------------- | --------------------------- | ---------- | ---------- | ------------- |
|      | 1    | b360                            | Panic Inc.                  | Panic Inc. | 2020       | [ 11 ]        |
|      | 1    | Crankin’s Time Travel Adventure | Takahasi Keita, Shaun Inman | Panic Inc. | 2020       | [ 3 ] [ 11 ]  |
|      | 1    | Executive Golf DX               | Dave Makes                  | Panic Inc. | 2020       | [ 11 ] [ 12 ] |
|      | 1    | Sasquatchers                    | Chuck Jordan                | Panic Inc. | 2020       | [ 3 ]         |
|      | 1    | Snak                            | Zach Gage                   | Panic Inc. | 2020       | [ 3 ]         |
|      | 1    | Zipper                          | Bennett Foddy               | Panic Inc. | 2020       | [ 3 ] [ 11 ]  |

## Kritikák
A Panic 2019. május 27-én kritika alá került miután nyilvánosságra került a szintén „Playdate” névre keresztelt független fejlesztésű videójátékokat középpontba állító rendezvény szervezőinek küldött e-mailjük. Nathalie Lawhead, a rendezvény egyik szervezője szerint a Panic a rendezvény 2018-as és 2019-es kiadása előtt is megkérte őket annak átnevezésére. A Panic eredeti e-mailjét nyilvánosságra hozták, melyet gyengén fogalmaztak meg, így a szervezők félreértették és azt gondolták, hogy a cég perrel fenyegeti őket, holott nem ez volt a szándék.

## Fordítás
- Ez a szócikk részben vagy egészben  a   Playdate (console) című angol Wikipédia-szócikk ezen változatának fordításán alapul.  Az eredeti cikk szerkesztőit annak laptörténete sorolja fel. Ez a jelzés csupán a megfogalmazás eredetét és a szerzői jogokat jelzi, nem szolgál a cikkben szereplő információk forrásmegjelöléseként.